# Berformance Arena Schaffhausen
El Berformance Arena Schaffhausen anteriormente llamado Wefox Arena Schaffhausen es un estadio de fútbol ubicado en la ciudad de Schaffhausen, Suiza. El estadio fue inaugurado en 2017 y es utilizado por el club de fútbol FC Schaffhausen.
LIPO Park reemplaza al estadio anterior del FC Schaffhausen, el Stadion Breite. El estadio posee una capacidad para 8.200 espectadores sentados para partidos de fútbol y está previsto que sea capaz de acomodar a 20 000 personas para grandes eventos como conciertos. El patrocinador del nombre del estadio es el minorista de muebles suizo LIPO. La estructura principal del estadio es un edificio de tres pisos, de los cuales dos pisos inferiores consisten en áreas de ventas, oficinas y servicio de comidas. El último piso alberga salones y palcos vip.
El FC Schaffhausen disputó su primer partido de la Challenge League en el nuevo estadio el 25 de febrero de 2017 ante el FC Winterthur.

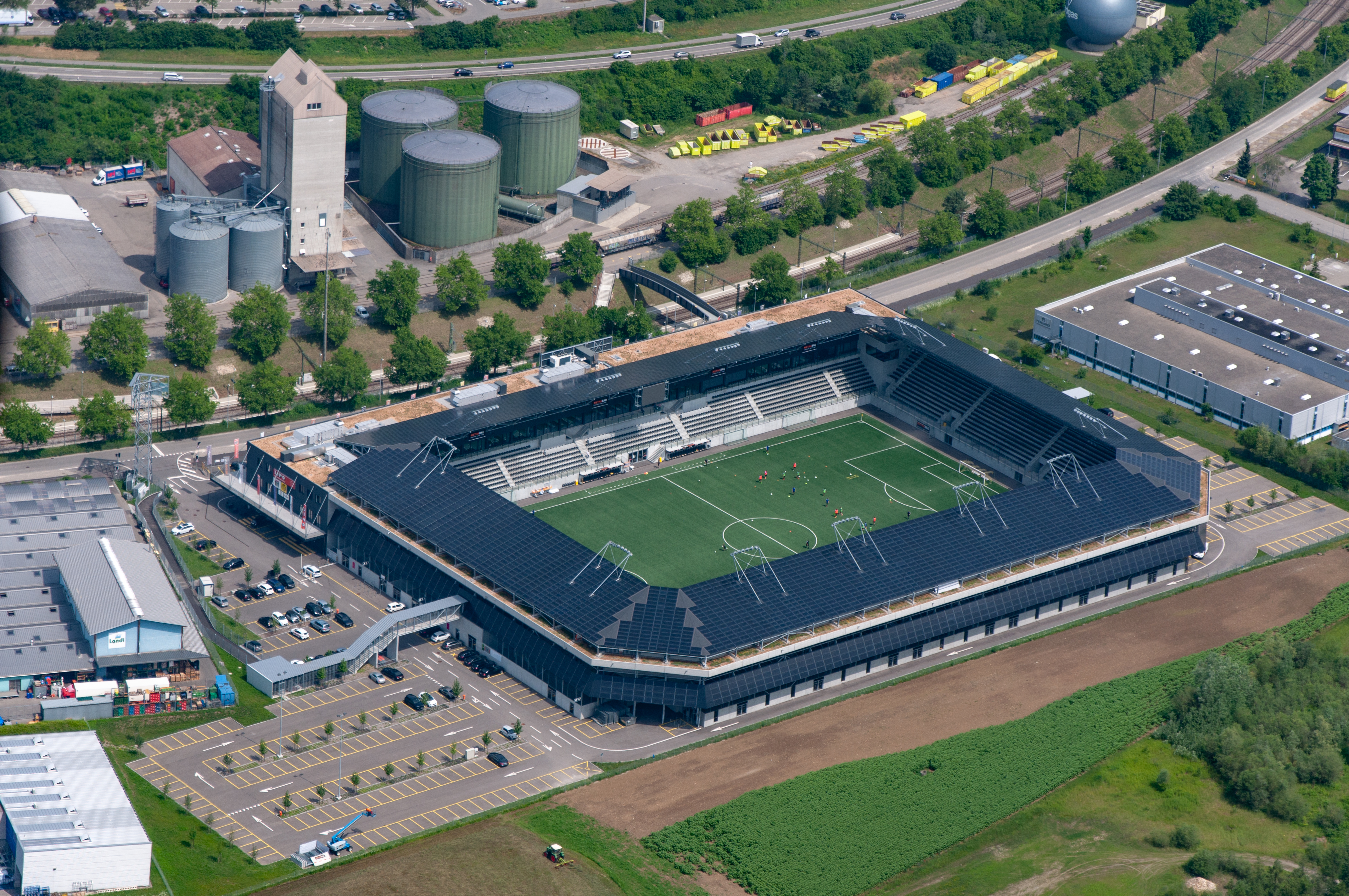
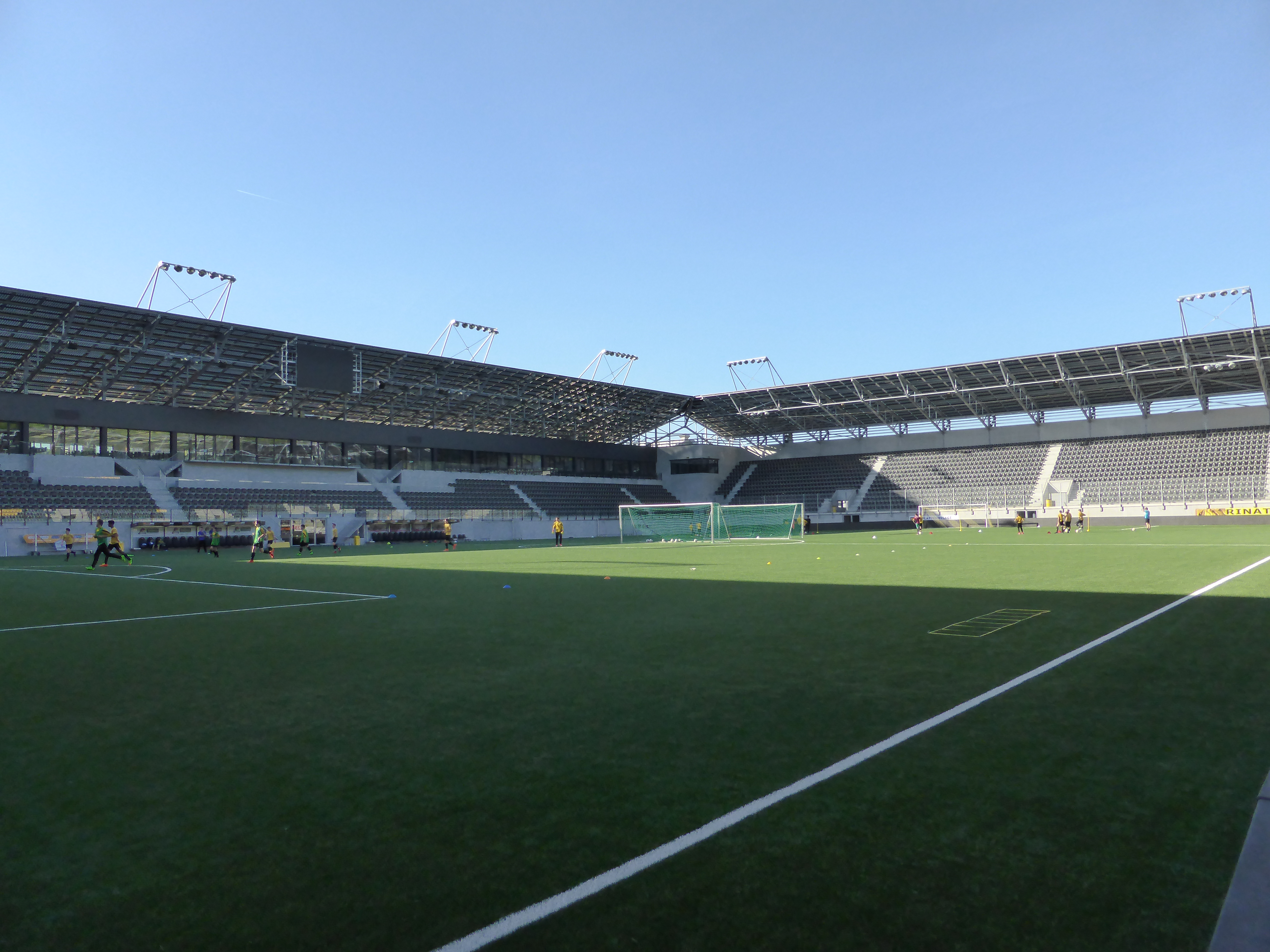